# Vicente Espinel
Vicente Espinel (n. 28 decembrie 1550 - d. 4 februarie 1624) a fost un scriitor și muzician spaniol.
Opera sa principală a fost Viața scutierului Marcos de Obregón ("Vida del escudero Marcos de Obregón"), publicată în  1618.
Ca poet, a inventat combinația strofică numită decima sau espinela.